# Farsetia undulicarpa
Farsetia undulicarpa là một loài thực vật có hoa trong họ Cải. Loài này được Jonsell mô tả khoa học đầu tiên năm 1978.